# Я допитлива — фільм у жовтому
«Я допитлива — фільм у жовтому» — кінофільм режисера Вільгота Шемана, що вийшов на екрани в 1967 році.

## Зміст
Двадцятидворічна Лена бажає дізнатися все, що можна, про життя сучасного суспільства. Вона займається моральними, соціальними, політичними та еротичними дослідженнями навколишнього світу. Вона уявляє, як розмовляє з Мартіном Лютером Кінгом, бере участь в демонстрації проти війни у В'єтнамі, бере інтерв'ю у перехожих на вулицях Стокгольма, а сама в цей час продовжує крутити роман з одруженим чоловіком, Бер'є, продавцем машин.

## Ролі
| Актор           | Роль |
| --------------- | ---- |
| Лєна Нюман      | -    |
| Вільгот Шеман   | -    |
| Берьє Альстедт  | -    |
| Петер Ліндгрен  | -    |
| Кріс Вальстрем  | -    |
| Марі Горанзон   | -    |
| Марі Горанзон   | -    |
| Улла Літткенс   | -    |
| Андерс Ек       | -    |
| Євген Євтушенко | -    |

## Знімальна група
- Режисер і сценарист — Вільгот Шеман
- Продюсер — Лена Мальмше, Горан Ліндгрен
- Композитор — Bengt Ernryd